# Joseph Furttenbach

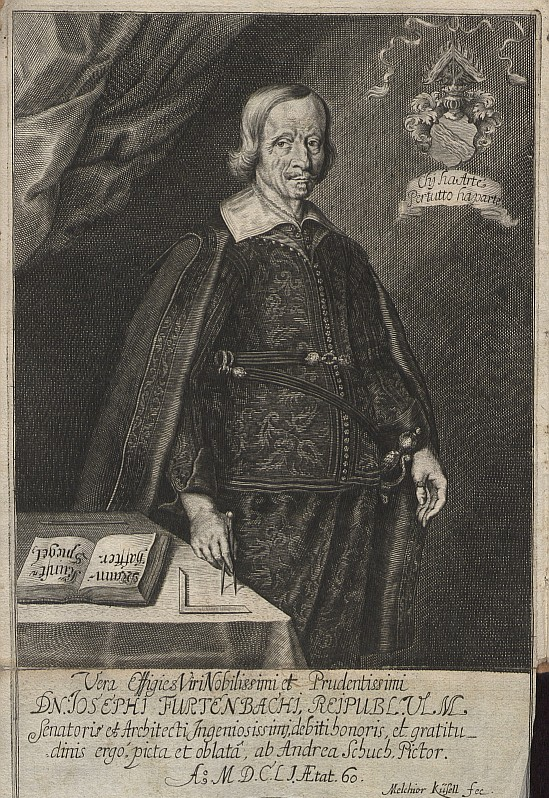
Joseph Furttenbach, 1652

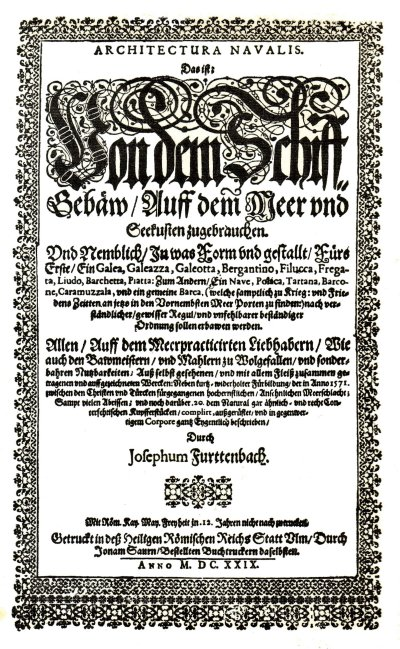
Frontispiz der 1629 gedruckten Architectura navalis von J. Furttenbach

Joseph Furttenbach (* 30. Dezember 1591 in Leutkirch; † 17. Januar 1667 in Ulm), auch Joseph Furt(t)enbach d. Ä. zur Unterscheidung von seinem gleichnamigen Sohn, war ein deutscher Architekt, Mathematiker, Mechaniker und Chronist.

## Leben
Geboren als 20. Kind des Forstmeisters und Ratsherrn Hieronymus II. Furttenbach, verbrachte Furttenbach nach der Schule zwölf Jahre (1607/08–1620) in Italien (insbesondere in Mailand, Genua und Florenz), wo er bei seinen Verwandten eine Kaufmannsausbildung durchlief. In Italien befasste er sich auch eingehend mit Architektur, Gartenkunst, aber auch Theater und Bühnentechnik, Festungsbau und Büchsenmeisterei bzw. Pyrotechnik. Unter anderem kam er in Kontakt mit Galileo Galilei, von dem er das Modell einer endlosen Schraube erhielt. 1620 kehrte Furttenbach nach Leutkirch zurück und lebte seit 1621 in Ulm, wo er in der Leitung eines Handelshauses tätig war. 1623 heiratete er Katharina Strauß. 1627 erschien mit seinem Reisebericht Newes Itinerarium Italiae eines der im Deutschland des 17. Jahrhunderts meistgelesenen Reisehandbücher.

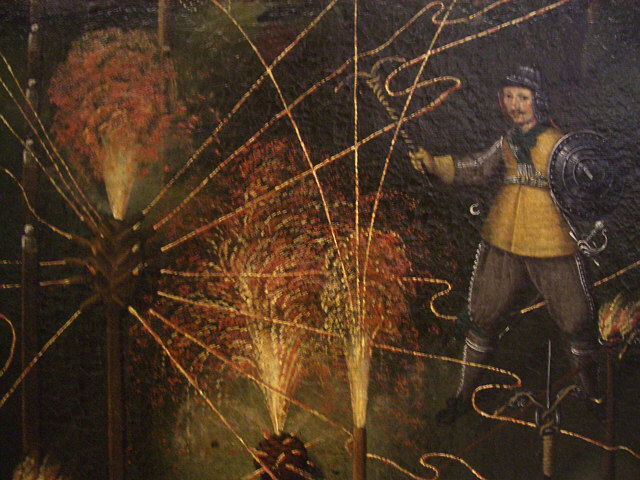
Ausschnitt eines Gemäldes von J. Furttenbach: Feuerwerkh, welches Herr Johann Kouhn, den 26. Augusti Anno 1644 in seinem garten uff dem word, hat abgehen lassen (1645)

Ab 1631 war Furttenbach als Verwaltungsleiter des Ulmer Bauamts für die Instandhaltung von Stadtbefestigung und öffentlichen Gebäuden zuständig, außerdem (spätestens) ab 1636 auch Ratsherr. Er konzipierte in Ulm u. a. ein Krankenhaus, ein Theater nach italienischem Vorbild (u. a. ein Vorgängerbau des heutigen Theaters Ulm), Festungsanlagen, Gärten und ein Brunnenwerk, lieferte jedoch auch Pläne nach außerhalb, so für Kirchen in Augsburg (1652/53 Evangelische Heilig-Kreuz-Kirche, als Querkirche entgegen Furttenbachs Längskirchen-Plan gebaut) und Schorndorf (Evangelische Stadtkirche Schorndorf, 1642–1660 Neubau des Langhauses und Umwandlung der ursprünglich dreischiffigen Hallenkirche in eine Predigtsaal-/Querkirche) sowie diverse Schulgebäude. Von seinen zahlreichen Idealentwürfen von Gebäuden und Gärten wurde jedoch nur ein kleiner Teil realisiert. Furttenbach zählte zu den bedeutendsten Ulmer Persönlichkeiten seiner Zeit, dessen Ruf auch weit darüber hinaus ausstrahlte. Sein um 1640 errichtetes Wohnhaus in Ulm (Sterngasse 1, im Zweiten Weltkrieg zerstört) war samt zugehörigem Garten mit Grotten und Wasserspielen eine Sehenswürdigkeit der Stadt, die von zahlreichen Reisenden besucht wurde. Seine Kunstkammer enthielt eine umfangreiche Sammlung von Stichen und Zeichnungen berühmter Bauten sowie Modelle technischer Gerätschaften und Bühnenapparate.
In seinen Schriften versuchte Furttenbach, das gesamte architektonische und technische Wissen seiner Zeit darzustellen. Dazu zählen
- Architectura civilis (1628) - von seinem gleichnamigen Sohn Joseph Furttenbach der Jüngere[1] (1632–1655) als Tractate über Baukunst mit Kupferstichen versehen und in den Druck gegeben: 
  - KirchenGebäw. Der Erste Theil. Gedruckt zu Augsburg bey Johann Schultes 1649 e-rara.ch
  - Hochzeit-Hauß-Gebäw / Der Achte Theil ... Geduckt zu Ulm durch Balthasar Kühn 1662 e-rara.ch
  - Hospitals-Gebäw / Der Vierzehende Theil. Gedruckt zu Augsburg bey Johann Schultes 1655 e-rara.ch
  - Gotts-Ackers Gebäw / Der Fünffzehende Theil. Gedruckt zu Augsburg bey Johann Schultes 1653 e-rara.ch

Der erste Traktat KirchenGebäw enthält den ersten protestantischen Versuch, Empfehlungen zum Bau von Kirchen zu geben. Adressiert ist der Traktat in der Widmung ausdrücklich an die Stadt Augsburg und die Augsburger-Konfession-Verwandten, also die lutherischen Landeskirchen, nicht jedoch an das im Kirchenbau eigenständige Herzogtum Württemberg oder an die reformierten Kirchen. Joseph Furttenbach der Jüngere beschrieb - als 17-Jähriger! - das Ideal einer längsrechteckig nach Osten gerichteten Predigtkirche mit Parterre-Gestühl, kleiner Westempore, axialer Anordnung von Taufstein, Altar, Kanzel und darüber Orgel, mit funktionalen Gebäudeteilen wie Turm, heizbarer Sakristei, Bibliothek und Küche, nennt Idealmaße in Länge, Breite und Höhe, jedoch ohne jegliche architektonische Angaben zum Beispiel zur Überwindung der großen Spannweite des Dachstuhls. Die in der Fachliteratur zum protestantischen Kirchenbau bis in die Gegenwart zu beobachtende Wertschätzung des Furttenbachschen Kirchenentwurfs dürfte zurückgehen auf die unkritische Erwähnung („zweckmäßig!“) und ausführliche Zitation in einer Dissertation von 1922 (1960 durch zahlreiche Abschriften verbreitet). Außerdem: "Renaissanceformen werden mit gotischen Fenstern und barocken Friesdekorationen zusammengewürfelt. Sockelgestaltung oder Fensterverteilung im Giebelfeld etwa zeugen von keiner großen Sensibilität für Proportionen (... Furttenbach der Jüngere) hat nur eine Empore unmittelbar über dem schmalseitigen Eingang vorgesehen. Dadurch bleibt ein wesentliches Element des protestantischen Kirchenbaus fast unberücksichtigt."  Eine Kirche dieser Art, als Soforthilfeprogramm für den Wiederaufbau in den verwüsteten protestantischen Ländern gedacht, scheint kein wegweisendes Ideal geworden und nirgendwo ausgeführt worden zu sein.
- Architectura navalis (1629),
- Architectura universalis (1635),
- Architectura recreationis (1640),
- Architectura privata (1641)
- und der Mannhaffte Kunstspiegel (1663).
- Wichtiges Zeitdokument sind außerdem eine seit 1620 geführte Chronik und sein Tagebuch („Lebenslauff“, 1652–1664).

Dem Andenken Furttenbachs ist in der Ulmer Weststadt eine Straße gewidmet.

## Werke
- Joseph Furttenbach: Newes Itinerarium Italiae. Ulm 1627 (Digitalisat).
- Joseph Furttenbach: Architectura civilis : das ist: Eigentliche Beschreibung wie man nach bester form und gerechter Regul fürs Erste: Palläst ..., so dann gemeine Bewohnungen, zum Andern: Kirchen, Capellen, Altär, Gotshäuser, Drittens: Spitäler, Lazareten und Gotsäcker ausführen und erbawen soll; Ulm 1628[5]
- Joseph Furttenbach: Architectura navalis. Das ist von dem Schiffgebäw, auff dem Meer und Seekusten zu gebrauchen… Ulm 1629 Digitalisat
- Joseph Furttenbach: Architectura martialis. D.i. ausführliches Bedencken über das zu dem Geschütz und Waffen gehörigen Gebäw. Ulm 1630. Volldigitalisat auf ECHO Berlin
- Joseph Furttenbach: Architectura universalis. Das ist Von Kriegs- Statt- und Wasser GebäwenErstlich, wie man die Statthor unnd Einlaß, … erbawen … solle, … Zum andern, wie im Stattgebäw die Schulen … zuverfertigen seyendrittens, in was Gestalt auff den siessen fliessenden Wassern, … die Schiff zuerbawen … Zum vierdten ein Pulfferthurn ingleichem ein Zeughauß … zuerbawen … Auß eigener Experientza und viel-jähriger Observation zusamengetragen … und mit 60 Kupfferstucken vorgebildet und delinirt. Ulm 1635. Volldigitalisat der UB Heidelberg (das vorbereitende Manuskript (3 Bde.) wird im Stadtarchiv Ulm aufbewahrt)
- Joseph Furttenbach: Architectura recreationis, Das ist Von allerhand nutzlich und erfrewlichen civilischen Gebäwen …; Alles auss selbst eigener vil-jähriger Praxi, und Experienza auffgemerckt und zusamen getragen, allhier. Augsburg 1640.
- Joseph Furttenbach: Architectura Privata Das ist: Gründtliche Beschreibung, Neben conterfetischer Vorstellung, inn was Form und Manier, ein gar Irregular, Burgerliches Wohn-Hauß: Jedoch mit seinen sehr guten Commoditeten erbawet, darbey ein Rüst: und KunstKammer auffgericht. Ingleichem mit Garten, Blumen: Wasser: neben einem Grottenwercklin versehen, unnd also schon zu gutem Ende ist gebracht worden; Darbey … zu erlehrnen, in was Gestalt, man die Berlemuttere Meer-Schnecken, neben denselben Muscheln, sowol auch die CorallenZincken palliren, und das beste Kitt, zu verfertigung der Grotten zubereiten solle… Augsburg; [Ulm] 1641. Volldigitalisat der SLUB Dresden (dort auch Beschreibung der eigenen Kunstkammer in Ulm)
- Joseph Furttenbach: Mechanische ReißLaden / Das ist / Ein gar geschmeidige / bey sichverborgen tragende Laden... . Augsburg 1644
- Joseph Furttenbach: Mannhaffter Kunst-Spiegel oder Continuatio, und Fortsetzung allerhand mathematisch- und mechanisch-hochnutzlich sowol auch sehr erfrölichen delectationen, und respective im Werck selbsten experimentirten freyen Künsten. Augsburg 1663. Digitalisat und Volltext im Deutschen Textarchiv; Volldigitalisat auf ECHO Berlin
- Joseph Furttenbach: Lebenslauff 1652–1664, herausgegeben von Kaspar von Greyerz, Kim Siebenhüner und Roberto Zaugg, Böhlau, Köln 2013.
- Joseph Furttenbach: Joseph Furttenbachs deß Jüngern see[lig] aprobirte und auch vil jar experimentirte kupffer radier kunst, Ulm 1659, hrsg. v. Constanze Keilholz u. Hole Rößler, Heidelberg 2020. (Digitalisat)

## Bauwerke
- 1655 Pfarrhaus in Pfuhl
- 1642–1660 Evangelische Stadtkirche Schorndorf, Neubau des Langhauses und Umwandlung der ursprünglich dreischiffigen Hallenkirche in eine Predigtsaal-/Querkirche

## Ungedruckte Quellen
- 12 Bände Handschriften im Stadtarchiv Ulm, Signatur H Furttenbach (Chronik in drei Bänden, 1620–1666; Autobiographische Aufzeichnungen, 1 Bd., 1652–1664; 3 Bde. Architekturschriften mit Zeichnungen und Beschreibungen von privaten wie öffentlichen Gebäuden und Festungswerken in der Stadt, 1632–1635, vor allem Material für die architectura universalis, die 1635 im Druck erscheint; Tätigkeitsbericht mit Auflistung der während seiner Amtszeit errichteten Gebäude und durchgeführten Baumaßnahmen, 1631–1666; Inventarverzeichnis seines Kunstkabinetts, 1666)